# Dragon: The Bruce Lee Story
Dragon: The Bruce Lee Story is een Amerikaanse film uit 1993, geregisseerd door Rob Cohen. De film werd gebaseerd op het boek Bruce Lee: The Man Only I Knew van Linda Lee Cadwell en vertelt de semi-fictieve biografie van acteur en martiaal kunstenaar Bruce Lee, gespeeld door Jason Scott Lee.

## Verhaal
Wanneer de vader van Bruce Lee droomt dat deze door een boze demoon gezocht wordt, stuurt hij zijn zoon naar een Kungfu school. Als Bruce per ongeluk enkele Engelse mariniers zwaar verwondt, stuurt zijn vader hem naar de Verenigde Staten. Hier begint Bruce te werken en leert Linda kennen, die later zijn vrouw wordt. Linda overtuigt Bruce ervan een eigen Kungfu school te openen.
Bruce wordt door de filmindustrie ontdekt, maar speelt enkel ondersteunende rollen. Als hij eindelijk naar Hongkong terugkeert, wordt hij als een filmster onthaald. Aan het eind overlijdt hij onder mysterieuze omstandigheden na de opnamen van Enter the Dragon.

## Rolverdeling
| Acteur             | Personage                       |
| ------------------ | ------------------------------- |
| Jason Scott Lee    | Bruce Lee                       |
| Sam Hau            | Jonge Bruce                     |
| Lauren Holly       | Linda Lee Cadwell               |
| Robert Wagner      | Bill Krieger                    |
| Michael Learned    | Vivian Emery, Linda's moeder    |
| Nancy Kwan         | Gussie Yang                     |
| Kay-tong Lim       | Philip Tan                      |
| Ric Young          | Bruce's vader                   |
| Luoyong Wang       | Yip Man                         |
| Sterling Macer Jr. | Jerome Sprout                   |
| Sven-Ole Thorsen   | De Demon                        |
| John Cheung        | Johnny Sun                      |
| Ong Soo Han        | Luke Sun                        |
| Aki Aleong         | Hoofd ouderlingen               |
| Eric Bruskotter    | Joe Henderson                   |
| Alicia Tao         | April Chun                      |
| Iain M. Parker     | Brandon Lee                     |
| Michelle Tennant   | Shannon Lee                     |
| Shannon Lee        | Zangeres op feestje             |
| Forry Smith        | Green Hornet                    |
| Lau Pak Lam        | Lo Wei (regisseur The Big Boss) |